# アリーナ (バス)
アリーナは、長野県長野市に拠点を置く貸切バス事業者である。

## 概要
1990年5月に人材派遣会社として設立。その後産業廃棄物の輸送事業や携帯電話の販売店への事業展開も行う。
自動車関連の事業は、1998年に別会社として設立したレンタカー事業からで、翌年には合併で自社事業としている。2000年には貸切バス事業にも着手し、同年に現社名へ変更している。
http://www.arenabus.jp/

## バス事業
貸切バスを運営し、大型車両からマイクロバスまでの各種車両を保有している。
自社で旅行業登録を行った上で、自社企画の会員制都市間ツアーバスの運行にも携わっている。2009年までは「アリーナバス」の名称でツアーバス運行を行っていたが、一般公募により「AREX（アレックス）」という名称に変更することになった。また、ツアーバス車両にアルコールを検知するとエンジンが起動しないという「アルコールインターロック装置」を装備した車両を導入しており、同社では「業界初」と謳っている（2015年に廃車している）。
2013年8月の「新高速バス制度」移行を機に、ツアーバス運行業務から撤退する。長野 - 東京線のみWILLERとの合弁会社であるWILLER EXPRESS北信越が引き継ぐ。
大型リフト付き車両を4台保有しており、2019年7月にはドライバー非常時対応システム搭載のリフト付き車両を導入した。

## その他事業
- 旅行業務(海外・国内旅行）取扱い（長野県知事登録　第2-468号）